# Бишнуприя-манипури
Бишнуприя-манипури или просто бишнуприя (самоназвание: ইমার ঠার — imara ţhara / বিষ্ণুপ্রিয়া মণিপুরী — bişşnupriya manipuri) — язык индоарийской группы индоиранской ветви. Распространён в Индии (штаты Ассам, Трипура, Манипур и другие), в Бангладеш. Небольшое количество носителей языка проживает в некоторых других странах. Язык известен своим носителям как «имара т̣хара» (ইমার ঠার), что дословно означает «язык моей матери». Не следует путать язык бишнуприя-манипури с языком манипури, который относится к сино-тибетской языковой семье.

## Письменность
Ортодоксальные бишнуприйцы утверждают, что у них есть своё собственное письмо, то есть письмо деванагари, которое использовалось для написания на языке бишнуприя в ранние годы.
Тем не менее, при внедрении современного образования в британский колониальный период, через бенгальский язык авторы бишнуприя-манипури начали использовать письмо «пурба нагари» (পূর্ব নাগরী purba nagari, восточное нагари), такое же, как ассамское / бенгальское письмо. Этот алфавит имеет согласные буквы с зависимыми гласными знаками, а также независимые гласные буквы. Как и в большинстве языков, также используются знаки препинания и цифры. Бишнуприя-манипури пишется слева направо и сверху вниз, так же, как в русском языке. Некоторые из согласных могут объединяться друг с другом для создания орфографических кластеров (называемых конъюнктами).
- Знаки гласных: া ি ী ু ূ ৃ ে ৈ ো ৌ;
- Другие диакритики: ৼ (ведическая буква анусвара), ং (анусвара), ঃ (висарга), ঁ (чандрабинду), ্ (вирама);
- Независимые гласные: অ আ ই ঈ উ ঊ এ ঐ ও ঔ;
- Согласные: ক খ গ ঘ ঙ ছ জ ঝ ঞ ট ঠ ড ঢ ণ ত থ দ ধ ন প ফ ব ম য র ল শ ষ স হ ড় ঢ় য় ৱ;
- Числа: ০ — ноль, ১ — один, ২ — два, ৩ — три, ৪ — четыре, ৫ — пять, ৬ — шесть, ৭ — семь, ৮ — восемь, ৯ — девять.

Точка в конце предложения — । — вертикальная черта. Остальные знаки препинания заимствованы из западных систем письма, и их использование аналогично: запятые («,»), иногда используемые обычные точки («.»), точки с запятой («;»), двоеточия («:», не следует путать со знаком висарга — ঃ), круглые скобки («()») и т. д. Знаки аналогичны таковым в русском языке.

## Фонология и фонетика
Бишнуприя-манипури сохраняет старые восемнадцать звуков языка мейтей (также известный как манипури). Из них три гласные, такие как /ɑ/, /i/ и /u/, тринадцать согласных, такие как /p/, /t/, /k/, /pʰ/, /tʰ/, /kʰ/, /c͡ʃ/, /m/, /n/, /ŋ/, /l/, /ʃ/, /h/ и два полугласных, таких как /w/ и /j/. На более поздней стадии ещё девять звуков добавили к мейтею, но бишнуприя не интересуется ими, так как они покинули Манипур в начале ⅩⅨ-го века. Вот почему бишнуприя-манипури сохраняют старые звуки мейтея, тогда как в самом мейтей звуковая система претерпела всевозможные изменения
Таблица согласных бишнуприя-манипури:
|                            | Губно-губной | Зубной   | Альвеолярный | Палатально-альвеолярный | Палатальный | Ретрофлексный | Велярный | Глоттальный |
| -------------------------- | ------------ | -------- | ------------ | ----------------------- | ----------- | ------------- | -------- | ----------- |
| Взрывной                   | /p/, /b/     | /t/, /d/ |              |                         |             | /ʈ/, /ɖ/      | /k/, /g/ | /ʔ/         |
| Придыхательный             | /pʰ/         | /tʰ/     |              |                         |             | /ʈʰ/          | /kʰ/     |             |
| Взрывной глоттализованный  | /bˀ/         | /dˀ/     |              |                         |             | /ɖˀ/          | /gˀ/     |             |
| Аффриката                  |              |          |              | /c͡ʃ/, /ʃ͡ʒ/              |             |               |          |             |
| Аффриката глоттализованная |              |          |              | ʃ͡ʒˀ                     |             |               |          |             |
| Носовой                    | /m/          |          | /n/          |                         |             |               | /ŋ/      |             |
| Латеральный                |              |          | /l/          |                         |             |               |          |             |
| Одноударный                |              |          | /ɾ/          |                         |             |               |          |             |
| Фрикативный                | /ɸ/          | /s/      |              | /∫/                     |             |               |          | /h/, /ɦ/    |
| Полугласный                | /w/          |          |              |                         | /j/         |               |          |             |

Присутствуют следующие гласные: /i/, /u/, /e/, /o/, /ɛ/, /ɔ/, /a/, /ɑ/.

## Диалекты бишнуприя-манипури
В бишнуприя-манипури есть два диалекта: «раджар ганг» (রাজার গাঙ, «деревня короля») и «мадай ганг» (মাদই গাঙ, «деревня королевы»). В отличие от диалектов других племён, эти диалекты бишнуприя-манипури не ограничиваются отдельными географическими районами; они скорее существуют бок о бок в тех же населённых пунктах. Носителям одного диалекта запрещено по традиции жениться на представителе другого диалекта.
С точки зрения фонетики, «мадай ганг» больше похож на ассамский и мейтей, тогда как «раджар ганг» больше похож на бенгальский. Лексика «мадай ганг» больше испытала влияние мейтейя, тогда как «раджар ганг» более сродни бенгальскому и ассамскому. Морфологические различия между двумя диалектами незначительны.

## Бишнуприя-манипури как диалект
Некоторые учёные относят язык бишнуприя-манипури к диалектам бенгальского или ассамского языка, однако научного консенсуса по этому поводу на сегодняшний день нет. Д-р Сунити Кумар Чаттерджи причислил бишнуприя-манипури к диалектам бенгальского языка, а д-р Махесвер Неог назвал его диалектом ассамского языка. Однако, исследование д-ра Чаттерджи имеет сомнительную ценность, так как он использовал своеобразную версию языка бишнуприя-манипури, которая сильно отличается от оригинального языка, на котором говорят в Манипуре, Ассаме, Трипура или в Бангладеш. Использованные им примеры вроде «Manu agor puto dugo asil…» не являются грамматически и синтаксически правильной формой бишнуприя-манипури.
В пользу того, что бишнуприя-манипури не является диалектом, говорят следующие факты:
- У бишнуприя-манипури есть ряд аффиксов, то есть «пратяя» (бишнуп.-м. প্রত্যয়, pratyaya, от санскр. प्रत्यय, IAST: pratyaya), которые отсутствуют в бенгальском и ассамском.
- Язык бишнуприя-манипури имеет два разных диалекта («раджар ганг» и «мадай ганг»).
- Словарь бишнуприя-манипури включает более 8000 слов, которые не встречаются в бенгальском и ассамском языках.
- У бишнуприя-манипури есть некоторые отдельные местоименные формы, например «вы» = 'ti' (তি), «я» = 'mi' (মি), «он» = 'ta' (তা) и т. п.
- Бишнуприя-манипури имеет полную форму T’o для будущего времени, например, «я сделаю» = 'mi kortou', «он сделает» = 'ta kortoi'.
- Разница в словесных формах в зависимости от пола говорящего, например, «он идёт» = 'ta jarga' (তা যারগ), «она идёт» = 'tei jeiriga' (তেই যেইরিগা).
- Разница в словесных формах в зависимости от числа говорящих, например, «я иду» = 'mi jauriga' (মি যাউরিগা), «мы идём» = 'ami jiarga' (আমি যারাঙগা).

## Носители языка — статистика
Распределение носителей бишнуприя-манипури по штатам и странам:
- 295 000 человек в штате Индии Ассам;
- 121 000 человек в индийских штатах Трипура, Мегхалая, Аруначал-Прадеш, Нагаленд и Мизорам;
- 1 457 человек в индийском штате Манипуре (города Импхал, Бишнупур, Нинтухонг);
- 5 000 человек в индийском штате Манипуре (район Джирибам);
- 5 000 человек в городе Нью-Дели, штатах Западная Бенгалия, Махараштра, Джаркханд, Сикким;
- 40 000 человек в Бангладеш;
- 2 000 человек за пределами Южной Азии: в Мьянме, США, Великобритании, Канаде, Австралии, Филиппинах, на Ближнем Востоке и т. д.

## Образец текста на бишнуприя-манипури
?

?

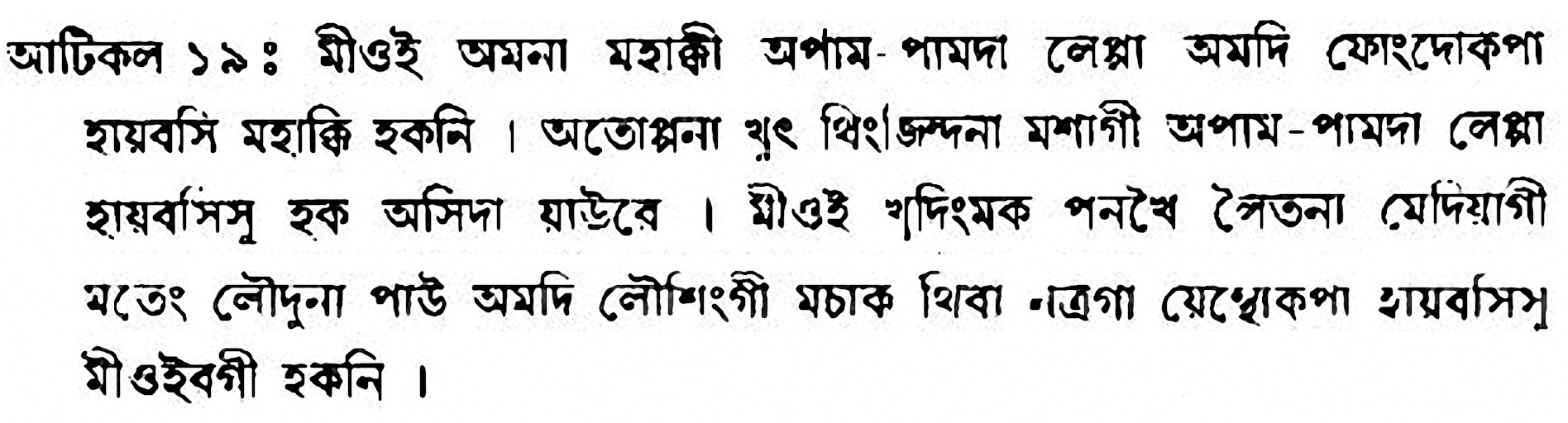
Всеобщая декларация прав человека, статья 19 на бишнуприя-манипури.

«Статья 19: Каждый человек имеет право на свободу убеждений и на свободное выражение их; это право включает свободу беспрепятственно придерживаться своих убеждений и свободу искать, получать и распространять информацию и идеи любыми средствами и независимо от государственных границ.»